# 906 Repsolda
906 Repsolda
906 Repsolda là một tiểu hành tinh bay quanh Mặt Trời. Tên nó đặt theo nhà thiên văn học người Đức Johann Georg Repsold (1770-1830) người đã xây dựng và vận hành Đài quan sát Hamburg.
Quỹ đạo của Repsolda quay quanh Mặt Trời